# Свинецтрилитий
Свинецтрили́тий — бинарное неорганическое соединение, интерметаллид
свинца и лития
с формулой Li3Pb,
кристаллы.

## Получение
- Соединение образуется по перитектической реакции при температуре 658 °C[1] при сплавлении стехиометрических количеств чистых веществ:

{\displaystyle {\mathsf {Pb+3Li\ \xrightarrow {658^{o}C} \ Li_{3}Pb}}}

## Физические свойства
Свинецтрилитий образует кристаллы кубической сингонии (гранецентрированная решётка), пространственная группа F m3m, параметры ячейки a = 0,6687 нм, Z = 4, структура типа трифторида висмута BiF3.